# 政党和公共协会首脑共和国协调委员会
政党和公共协会首脑共和国协调委员会是白俄罗斯的一个支持亚历山大·卢卡申科的政治联盟，成立于2001年1月10日。创始成员包括白俄罗斯共产党、劳动和正义共和党、共和党以及17个公共协会的代表。目前，该组织最重要的成员是“白罗斯”党。